# Natroniella
Natroniella è un genere di batterio appartenente alla famiglia delle Halobacteroidaceae.